# Єва Карнейро
Єва Карнейро (англ. Eva Carneiro, нар. 1973, Гібралтар) — британський спортивний лікар з Гібралтару, відома своєю співпрацею з основним складом футбольного клубу лондонського «Челсі» (2009-2015). У різний час працювала з командою жіночної збірної Анґлії з футболу, клубом «Вест Хем Юнайтед», Департаментом охорони громадського здоров'я та Олімпійським медичним інститутом.

## Життєпис

### Ранні роки
Народилася в Гібралтарі. Батько за національністю іспанець, мати — англійка. У віці шістнадцяти років вирішила стати спортивним лікарем. Вивчала медицину в Університеті міста Ноттінгем, провела два роки в Австралоазійському коледжі спортивних лікарів та отримала ступінь магістра у Лондонському університеті королеви Марії.